# Константій II Константинопольський
Патріарх Константій II (грец. Πατριάρχης Κωνστάντιος Β΄; 1789, Османська імперія — 1859, Мега Пеума, Османська імперія) — Константинопольський патріарх, який займав престол з 1834 по 1835 роки.

## Біографія
Народився 1789 року в Османській імперії. Не здобув якоїсь спеціальної освіти.
У 1812–1827 рр. був єпископом Кюстендільським.
У 1827 році зайняв митрополітию кафедру в Тирново, але, як зазначають дослідники, отримав її незаконно і, за визначенням Священного синоду Константинопольського патріархату, в 1834 році повинен був її покинути.
В 1834 шляхом підкупу та інтриг зайняв Константинопольську кафедру, але на наступний рік був з неї видалений і засланий в Мега Пеума на Босфорі, де і помер в 1859 році.
Похований на подвір'ї церкви Святих Безтілесних Сил (Святих Архангелів) в Арнавуткої.